# Bastion Ceglarski

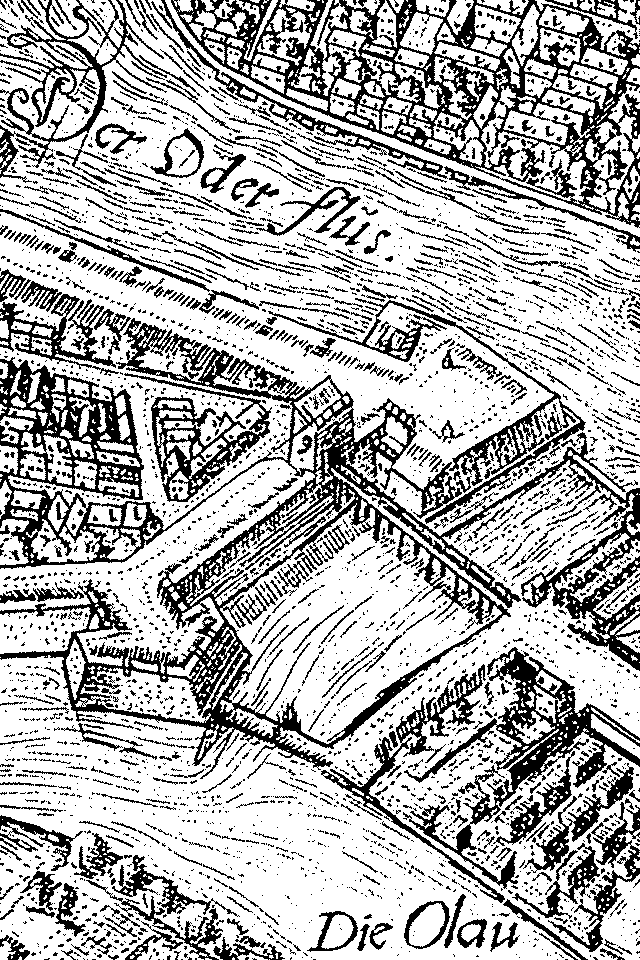
Brama Ceglarska i flankujące ją bastiony. Północny, nad Odrą – Bastion Ceglarski (1591 rok)

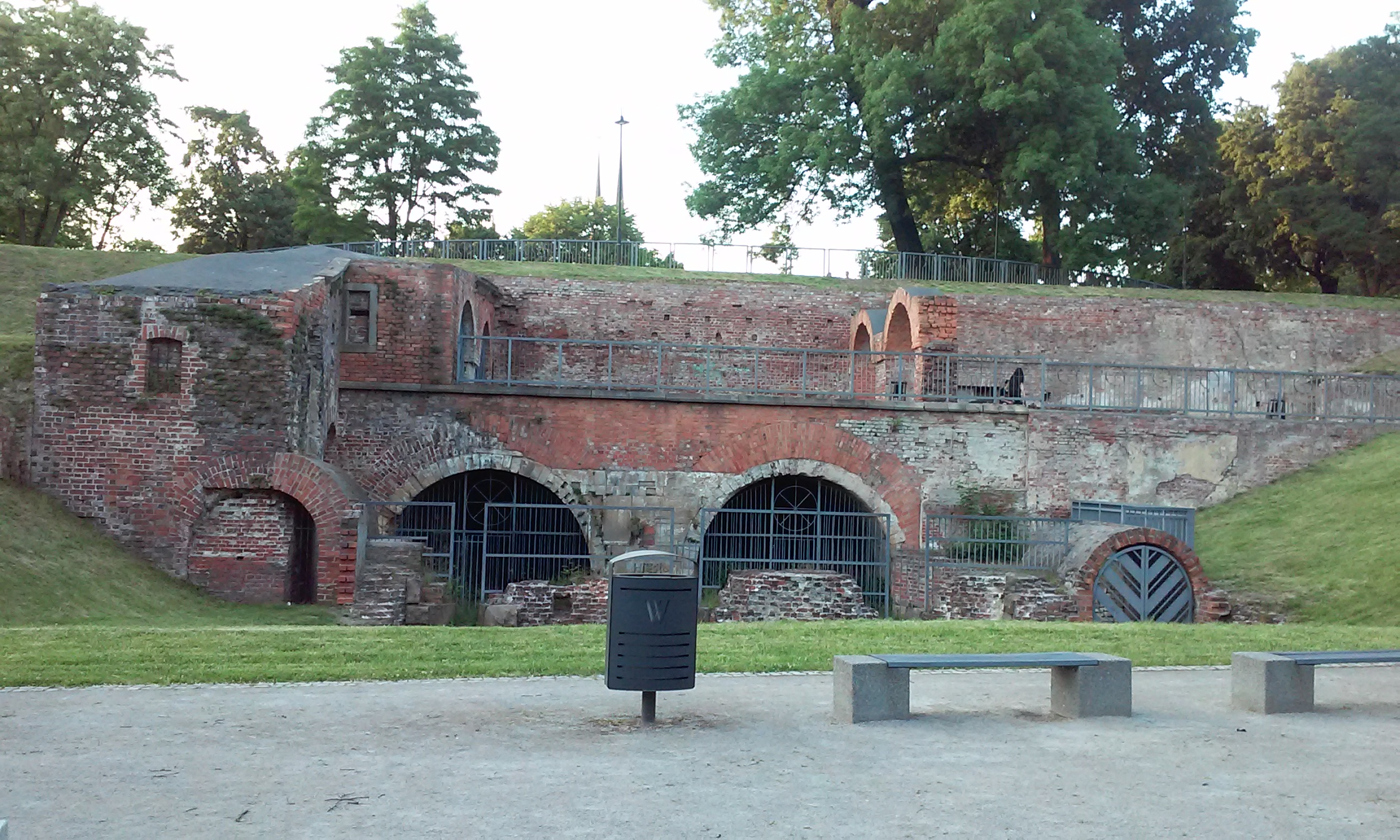
Pozostałości kazamatów Bastionu Ceglarskiego

Bastion Ceglarski – fragment fortyfikacji Wrocławia, wybudowany w 1585 w północno-wschodniej części pasa murów zewnętrznych okalających wrocławskie Nowe Miasto. Zburzony wraz z murami na początku XIX wieku. 

## Historia
Bastion powstał w 1585 w miejscu, gdzie wcześniej znajdowała się jedna z bastei flankujących znajdującą się tu Bramę Ceglarską. Zaprojektowany był w systemie nowowłoskim przez Hansa Schneidera von Lindau, architekta, budowniczego i fortyfikatora kilku miast na Pomorzu i Śląsku. Wyposażony był w kazamaty (podobnie jak inny z wrocławskich bastionów projektu Schneidera – Bastion Sakwowy), w późniejszym okresie otrzymał jeszcze rawelin i kawalierę.
Po likwidacji fortyfikacji miejskich po roku 1807, bastion zamieniono na wzgórze widokowe, które weszło w skład promenady spacerowej; kazamaty zasypano, a wszystkie urządzenia wojskowe zlikwidowano. Później na cześć pisarza i aktora Karla von Holteia wzgórze nazwano Holtei Höhe (pol. Wzgórze Holteia), a na jego szczycie wystawiono pomnik z popiersiem artysty. Po roku 1945 przemianowano je na Wzgórze Polskie; znajduje się ono w czworoboku dzisiejszych ulic Garncarskiej, Purkyniego, Promenady Staromiejskiej i biegnącego wzdłuż brzegu Odry Bulwaru Xawerego Dunikowskiego.
Z dawnego bastionu pozostały fragmenty murów, portalu i działobitni (stanowisko ogniowe działa) oraz zasypane kazamaty. Ostatnie prace konserwatorskie podejmowano w latach 70. i 80. XX wieku, jednak ich nie zakończono. W 2025 zaplanowano remont tarasu artyleryjskiego oraz rekonstrukcję trzech stanowisk artyleryjskich.